# Cantons del Somme
Els Cantons del Somme (Alts de França) són 46 i s'agrupen en quatre districtes: 
- Districte d'Abbeville (12 cantons - sotsprefectura: Abbeville) :
cantó d'Abbeville-Nord - cantó d'Abbeville-Sud - cantó d'Ailly-le-Haut-Clocher - cantó d'Ault - cantó de Crécy-en-Ponthieu - cantó de Friville-Escarbotin - cantó de Gamaches - cantó d'Hallencourt - cantó de Moyenneville - cantó de Nouvion - cantó de Rue - cantó de Saint-Valery-sur-Somme

- Districte d'Amiens (21 cantons - prefectura: Amiens) :
cantó d'Acheux-en-Amiénois - cantó d'Amiens-1 (Ouest) - cantó d'Amiens-2 (Nord-Ouest) - cantó d'Amiens-3 (Nord-Est) - cantó d'Amiens-4 (Est) - cantó d'Amiens-5 (Sud-Est) - cantó d'Amiens-6 (Sud) - cantó d'Amiens-7 (Sud-Ouest) - cantó d'Amiens-8 (Nord) - cantó de Bernaville - cantó de Boves - cantó de Conty - cantó de Corbie - cantó de Domart-en-Ponthieu - cantó de Doullens - cantó de Hornoy-le-Bourg - cantó de Molliens-Dreuil - cantó d'Oisemont - cantó de Picquigny - cantó de Poix-de-Picardie - cantó de Villers-Bocage (Somme)

- Districte de Montdidier (5 cantons - sotsperfectura: Montdidier) :
cantó d'Ailly-sur-Noye - cantó de Montdidier - cantó de Moreuil - cantó de Rosières-en-Santerre - cantó de Roye

- Districte de Péronne (8 cantons - sotsperfectura: Péronne) :
cantó d'Albert - cantó de Bray-sur-Somme - cantó de Chaulnes - cantó de Combles - cantó de Ham - cantó de Nesle - cantó de Péronne - cantó de Roisel